# البديل التصحيحي البصري والمحوري

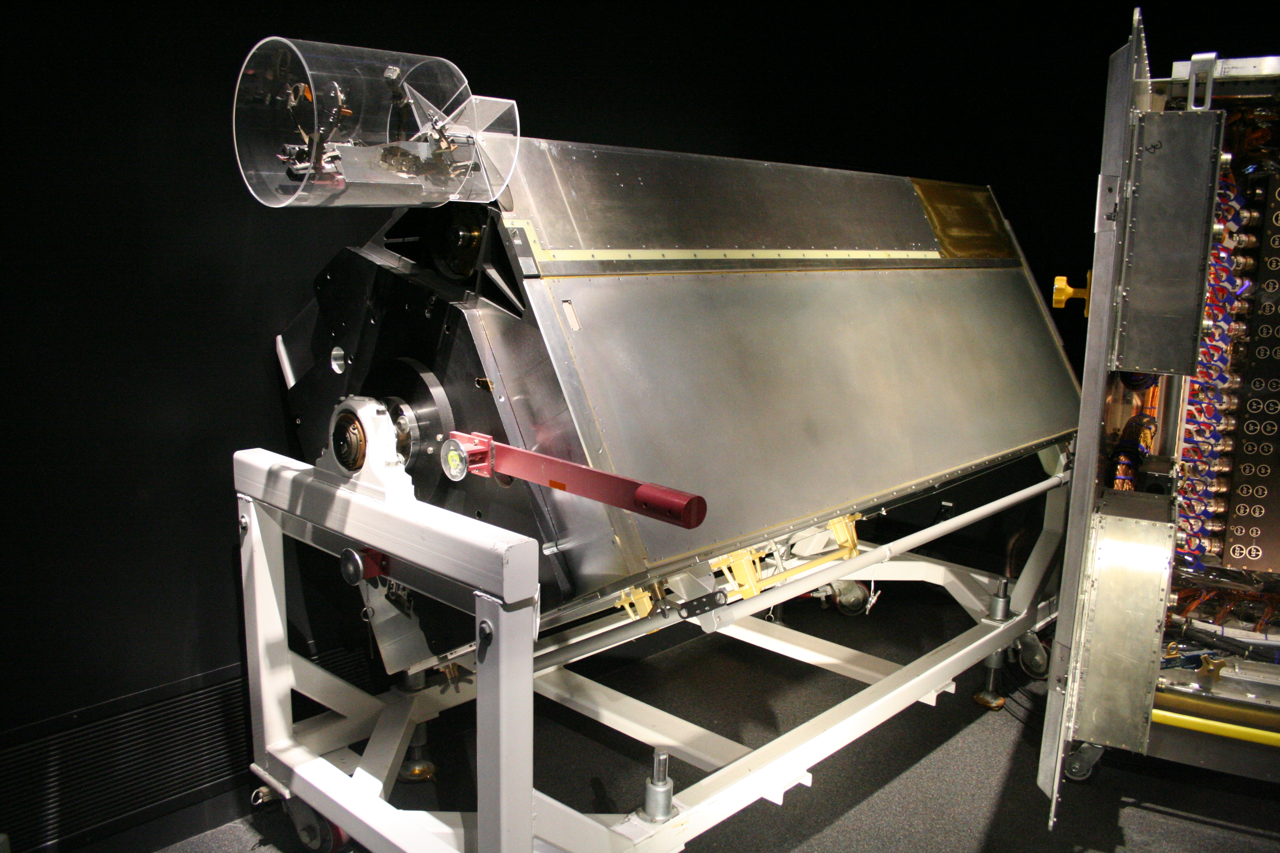
البَدِيل التَّصحيحي البَصَري والمحوَري (COSTAR) في متحف الطيران والفضاء الوطني.

البديل التصحيحي البصري والمحوري (بالإنجليزية: البديل التصحيحي البصري والمحوري)‏ (COSTAR) هو جهاز صُمِّم من أجل تصحيح الإنحراف الكروي للضوء في مرصد هابل الفضائي وقد وُضع في المرصد الفضائي في مهمة الإصلاح الأُولى لصيانته في شهر ديسمبر من عام 1993. أُزيل من مقراب هابل في عام 2009 أثناء مهمة الإصلاح الأخيرة وأستُبدل بالمحلل الطيفي للأصول الكونية وهُو الآن موجود في متحف الطيران والفضاء الوطني بالولايات المتحدة .